# Tanjiro Kamado
Tanjiro Kamado (Japonês: 竈門 炭治郎 Kamado Tanjirō?) é um personagem fictício e protagonista do mangá Demon Slayer: Kimetsu no Yaiba de Koyoharu Gotouge. Tanjiro parte em uma missão para restaurar a humanidade de sua irmã, Nezuko, que foi transformada em um oni (demônio) depois que sua família foi morta por Muzan Kibutsuji após um ataque que resultou na morte de seus outros parentes. Após um encontro com Giyu Tomioka, um caçador de onis, Tanjiro é recrutado por Giyu para também se tornar um matador de demônios para ajudar sua irmã a se tornar humana novamente e vingar sua família. Além da adaptação do anime Demon Slayer: Kimetsu no Yaiba de Ufotable, Tanjiro também apareceu em um light novel que funciona como uma prequela do mangá.
Gotouge criou Tanjiro seguindo uma sugestão de seu editor de ter um personagem principal brilhante que se destacasse em sua narrativa sombria. Seu design foi influenciado por Himura Kenshin do mangá Rurouni Kenshin de Nobuhiro Watsuki ao decidir o quão andrógino o personagem deveria ser. O personagem é dublado principalmente por Natsuki Hanae em japonês e Zach Aguilar em inglês.
O personagem foi bem recebido pelos críticos de mangá e anime devido à sua natureza carinhosa e ao relacionamento com sua irmã, ao mesmo tempo que se tornou um forte lutador. Isso fez com que o personagem ganhasse vários prêmios com o desempenho de Hanae, já que ele também recebeu um. A atuação de Aguilar também foi bem recebida.

## Criação e design
Tanjiro Kamado origina-se das ideias de Koyoharu Gotouge envolvendo um one-shot com temas japoneses. Tatsuhiko Katayama, seu editor, estava preocupado com o fato de a cruzada única ser muito sombria para o público jovem e perguntou a Gotouge se eles poderiam escrever outro tipo de personagem principal que fosse "mais brilhante". Gotouge citou problemas na construção do personagem devido ao contraste que ele tem com a narrativa sombria. Para o lançamento do sétimo capítulo do mangá, Gotouge desenhou uma capa de Tanjiro empunhando sua espada enquanto sorria. Porém, devido à estética contrastante que o mangá tinha, eles descartaram o desenho e em vez disso desenharam um desenho semelhante com Tanjiro com uma expressão séria.
No desenho inicial, Tanjiro não tinha cicatriz nem usava brincos, mas no final sentiram que essas características acentuavam o personagem. Na confecção do elenco, Tanjiro contou com quatro personagens coadjuvantes que se equilibrariam devido às suas diferentes habilidades. O editor comentou sobre Tanjiro: "[Ele] é um tipo de personagem principal masculino que você não vê muito. Ele é tão gentil. Ele tem Nezuko, então ele está vindo de uma posição onde não pode simplesmente dizer que todos os demônios são absolutos. mal. Ele está na zona cinzenta. O design de Tanjiro também foi influenciado pelo editor de Gotouge: ele sugeriu dar a Tanjiro uma cicatriz facial na testa inspirada em Himura Kenshin do mangá de Nobuhiro Watsuki , Rurouni Kenshin, ao mesmo tempo que lhe deu brincos para equilibrar o quão andrógino ele seria.
Yuma Takahashi, o produtor por trás da adaptação do mangá, disse que gostou do papel de Tanjiro no mangá, fazendo com que ele se envolvesse na leitura da série. Para saber como a respiração aquática de Tanjiro foi retratada, Ufotable recebeu inspiração do estilo ukiyo-e de Katsushika Hokusai . A primeira cena de luta entre Tanjiro e Giyu também foi cuidadosamente animada para dar aos espectadores uma coreografia atraente. As técnicas à base de água de Tanjiro foram criadas usando uma mistura entre animação desenhada à mão e CGI, enquanto sua batalha contra Rui foi uma das cenas mais trabalhadas da produção. Takahashi também disse que Tanjiro é seu personagem mais identificável da série devido à forma como seu trabalho constante o inspira. O anime usa uma música tema intitulada “ Kamado Tanjiro no Uta ”, expressando sua determinação de se levantar do desespero e proteger sua irmã mais nova.

Os brincos semelhantes à bandeira do Sol Nascente de Tanjiro foram alterados na China para evitar ofender o público.

Quando a série de anime estreou na China, o design de Tanjiro foi ligeiramente alterado. Devido aos seus brincos hanafuda terem elementos do estilo do Sol Nascente, temia-se que ofendessem o Continente, levando a breves retoques neles.

### Dubladores
Tanjiro foi dublado por Natsuki Hanae em japonês. Hanae observou que várias respostas à sua carreira o envolveram retratando personagens tristes. Porém, no caso de Tanjiro, ele disse que Tanjiro é fácil porque diz o que pensa e não é do tipo que pensa de uma maneira e de outras coisas. A atriz de Nezuko, Akari Kitō, disse que Hanae é como um irmão mais velho para ela no estúdio, apoiando-o e se houver partes que ela tenha dificuldade em gravar, Hanae ficaria e esperaria até que ela terminasse, mesmo que a parte dele tenha terminado. Hanae disse que também pensa em Kitō como uma irmã mais nova. Ele também diz que é mais fácil para ele dar o melhor de si quando está perto de pessoas com quem é amigo. O estilo de luta de Tanjiro foi apreciado por Hanae, que relatou que ele frequentemente gritava de Tanjiro quando jogava videogame. Ele apreciou o feedback que recebeu dos espectadores do anime.
O dublador inglês Zach Aguilar ficou radiante ao receber o papel de dublar Tanjiro na dublagem por ser fã da série, além de notar que era apoiado por vários fãs. Em outra notícia, Aguilar acabou gostando tanto do personagem quanto de seus companheiros, desejando encontrar merchandising de Tanjiro. Allegra Clark dá voz a Tanjiro quando criança. Clark admitiu que ficou emocionada durante a gravação da série e gostou da encarnação mais jovem do personagem.
Na versão brasileira, Tanjiro foi dublado por Daniel Figueira, conhecido por dublar Thomas em Thomas e Seus Amigos, Thorfinn em Vinland Saga, Michelangelo em As Tartarugas Ninja de 2012, Kōichi Hirose em JoJo's Bizarre Adventure: Diamond Is Unbreakable, e vários outros personagens, enquanto criança ele foi dublado por João Vitor Mafra.

## Aparências

### EmDemon Slayer: Kimetsu no Yaiba
O protagonista de Demon Slayer: Kimetsu no Yaiba, Tanjiro Kamado é o filho mais velho de um falecido vendedor de carvão, Tanjuro. No primeiro capítulo do mangá, sua família (sua mãe e seus irmãos mais novos) é massacrada por um demônio chamado Muzan Kibutsuji, com apenas sua irmã Nezuko Kamado sobrevivendo apenas para se tornar um demônio. Depois de ver as habilidades de Tanjiro em batalha, bem como a relutância de Nezuko em devorar seu irmão, Giyu Tomioka envia os irmãos para Sakonji Urokodaki no Monte Sagiri. Tanjiro jura salvar sua irmã e define o tema do mangá: "Muzan Kibutsuji! Não importa aonde você vá, prometo que não vai escapar de mim! Você pode correr o quanto quiser! Eu te seguirei até o confins do Inferno, e minha lâmina será a última coisa que você verá! Eu nunca vou te perdoar pelo que você fez!
Depois de alguns anos treinando seu corpo e aprendendo esgrima com fantasmas, que ele descobrirá mais tarde, Tanjiro aprende o estilo de espada "Respiração da Água" (水の呼吸法, Mizu no Kokyū-hō)  . Depois de passar em um teste, Tanjiro se torna membro do Esquadrão dos Caçadores de Oni. Durante seus primeiros dias como caçador de oni, Tanjiro consegue fazer contato com Muzan, mas o oni transforma um humano em um dos seus para distraí-lo. Quando isso acontece, Muzan se interessa pelas provocações de Tanjiro e pelos brincos de Hanafuda do Sol Nascente, ordenando que suas forças matem a criança. Os irmãos mais tarde encontram demônios amigáveis chamados Tamayo e Yushiro e ajudam em suas pesquisas para encontrar uma maneira de restaurar a humanidade de Nezuko. Como resultado, Tanjiro começa a coletar amostras de sangue dos demônios que derrota, quanto mais fortes, melhor.
Mais tarde, em sua batalha com o oni Rui, que possui poderes e habilidades baseados em aranhas, Tanjiro se lembra da dança da família de Tanjuro, que seu pai queria que ele transmitisse à próxima geração junto com seus brincos do sol nascente. A imitação da dança de Tanjuro resulta em Tanjiro executando a técnica Hinokami Kagura (ヒノカミ神楽, lit. "Dança do Deus do Sol"), que por sua vez é baseada no estilo de respiração original, a Respiração do Sol (日の呼吸, Hi no Kokyū) , fundindo ambos para criar um estilo de luta mais sustentável. Depois que os superiores do Corpo de Caçadores de Oni o aceitaram para continuar trabalhando, apesar da verdadeira natureza de Nezuko, Tanjiro começa a buscar as origens de seu Hinokami e se seu Tanjuro estava ou não relacionado com tal grupo de assassinos. A cor de sua espada é preta, ocasionalmente ficando vermelha e se tornando muito mais forte quando combinada com o sangue explosivo de Nezuko, uma técnica que ele mais tarde aprende a executar sem a ajuda dela.
Com os escalões superiores derrotados, os Demon Slayers unem forças na batalha final contra Muzan. Tanjiro é envenenado pelo inimigo e à beira da morte tem a visão de um de seus ancestrais e seu encontro com Yoriichi Tsugikuni, que desenvolveu o estilo de luta original que foi transmitido de geração em geração à família Kamado na forma do Hinokami Kagura. Tanjiro desperta e com o conhecimento obtido durante sua visão, lidera o contra-ataque ao inimigo.
Enquanto isso, Nezuko, certa de que seu irmão precisa de sua ajuda, corre para se juntar a ele. O remédio desenvolvido para curar sua condição demoníaca funciona, transformando Nezuko em humana novamente. Embora ele eventualmente vingue sua família durante a batalha final, perdendo o braço e o olho no processo ao ser mortalmente ferido, ele se recupera depois que Muzan o transforma no demônio supremo antes de sua morte. Ao perder a consciência na transformação a ponto de atacar seus próprios amigos, Tanjiro como oni se torna uma ameaça maior que o próprio Muzan, visto que é imune à luz solar como sua irmã, até conseguir retornar à forma humana, graças a os esforços de seus amigos, embora a íris de seu olho direito agora seja de uma cor cinza-rosa opaca e a pupila seja preta em vez do branco original.
Seu braço esquerdo, que cresceu quando ele se tornou um oni, agora assume a aparência de uma pessoa mais velha, tornando-se enrugado e esquelético, definhando cada vez mais com o passar do tempo, e ele perde toda a sensibilidade abaixo do cotovelo e, portanto, a capacidade de movê-lo do antebraço para baixo. Após a batalha, Tanjiro volta para casa com sua irmã e amigos.

### Outras aparições
Um romance leve intitulado Demon Slayer: Flower of Happiness narra a vida de Tanjiro e Zenitsu antes do início da série principal. Merchandising baseado em Tanjiro também foi lançado. O personagem também é jogável no videogame Demon Slayer: Kimetsu no Yaiba – The Hinokami Chronicles .

## Recepção

### Popularidade
O personagem de Tanjiro é muito popular. Ele foi classificado em primeiro lugar na primeira pesquisa de popularidade de personagens Demon Slayer: Kimetsu no Yaiba com 6.742 votos. Anime! Anime! fez uma enquete em 2020 envolvendo o personagem de Tanjiro. Os leitores votaram em seu primeiro uso da técnica de fogo como a melhor ação realizada pelo personagem. Enquanto isso, seu vínculo com Nezuko também foi eleito uma das melhores citações do mangá. Em fevereiro de 2020 no 4º Crunchyroll Anime Awards, Tanjiro venceu a categoria "Melhor Garoto" e a luta de Tanjiro e sua irmã Nezuko contra Rui venceu a categoria "Melhor Cena de Luta". Esta cena foi muito comentada pela crítica do IGN considerando-a como uma das melhores séries de episódios de televisão de todos os tempos baseada no visual e na execução. Manga Tokyo gostou da preparação para esta cena enquanto Nezuko consegue ajudar Tanjiro. Devido à entrega emocional desta cena, o escritor espera mais interações entre os dois irmãos.
Ele ganhou o Newtype Anime Awards de Melhor Personagem Masculino por seu papel na série, junto com Natsuki Hanae também sendo premiado por sua atuação como Tanjiro. De acordo com a Comic Book Resources, os brincos hanafuda de Tanjiro também são muito populares entre os fãs. O mesmo site também fez uma lista das 10 melhores citações que o personagem diz na série de anime. Ele também apareceu no artigo da TV Time apresentando os melhores personagens de 2019. Em uma pesquisa da Benesse, Tanjiro foi eleito o personagem de maior confiança pelo Shinkenzemi Elementary School Course.
Em novembro de 2020, a polícia de Hong Kong postou uma imagem de seu mascote antifraude semelhante a Tanjiro. A ativista pró-democracia de Hong Kong , Agnes Chow, expressou temores por suas semelhanças com o personagem, afirmando que embora não seja uma violação de direitos autorais, ele ficou desapontado com a falta de direitos criativos. Um cartão ilustrado pelo autor de Gin Tama, Hideaki Sorachi, retratando Tanjiro e Hashira, foi entregue aos espectadores na primeira semana de exibição do filme Gintama The Final Film . Em outubro de 2021, a Shueisha falhou em seu apelo para registrar os padrões de roupas do seguinte Demon Slayer: Kimetsu no Yaiba, incluindo Tanjiro, entre outros.
Natsuki Hanae (esquerda) dá voz a Tanjiro em Japonês e Zach Aguilar o dubla na dublagem em Inglês.
A recepção crítica ao personagem de Tanjiro tem sido positiva desde sua introdução. Otaku USA considerou Tanjiro uma versão anti-estereotipada dos personagens principais do shōnen devido ao seu desejo de lutar apenas para encontrar uma cura para proteger Nezuko, chamando-o de uma "fascinante lufada de ar fresco", ao mesmo tempo em que destaca sua personalidade amigável em uma história sombria. A Anime News Network também gostou do design de Tanjiro pela forma como traduz a narrativa de sua família ser pobre, ao mesmo tempo que gosta da forma como os personagens convivem com eles e depois apenas com Nezuko. Comic Book Bin sentiu que a jornada de Tanjiro foi inspiradora devido à dor que ele sente para salvar Nezuko, tornando-o simpático. Anime Inferno disse que "Tanjiro e Nezuko formam uma grande equipe e são dois protagonistas divertidos, com a série no seu melhor quando os dois irmãos estão trabalhando juntos." Embora observe que o personagem se torna um guerreiro no segundo volume do mangá, o escritor acredita que poderá sentir uma grande dor em sua busca. No entanto, independentemente de quantas batalhas ele enfrente, Comic Book Bin gostou de como Tanjiro manteve sua personalidade carinhosa. A Anime News Network disse que embora continue sendo bem-intencionado ao seguir arcos, ele ainda mostra um lado mais agressivo ao lutar contra demônios, o que o torna multifacetado. IGN observou que Tanjiro se destaca por suas características de carinho, comparando-o a Allen Walker da série D.Gray-man de Katsura Hoshino, que também exibe essas características ao se deparar com o dilema de ferir um inimigo. O relacionamento de Tanjiro com Nezuko foi aclamado pelo IGN como "uma das partes mais cativantes de Demon Slayer: Kimetsu no Yaiba, se não, sem dúvida, seu coração e alma pulsantes". Fandom Post também gostou do cuidado de Tanjiro com os outros, mesmo que os outros personagens que ele conhece sejam antagonistas, sendo a maioria deles demônios. Como resultado, o Fandom Post acreditou que a escrita do mangá o tornava cativante. Da mesma forma, Manga Tokyo questionou como Tanjiro mudaria em sua busca devido à necessidade de se tornar mais forte e se ele poderia ou não alcançar o final feliz que deseja. Em Dimensões Junguianas do Processo de Luto, Rituais de Enterro e Acesso à Terra dos Mortos: Intimações da Imortalidade, a escritora Hiroko Sakata abordou semelhanças dos irmãos Kamado com o Deus Esquecido Hiruko, o Oni Katako e Child K, citando essas histórias como versões modernizadas dos mitos japoneses, comparando-as com Yuta Okkotsu e Rika Orimoto do mangá Jujutsu Kaisen 0, pois ambos visam controlar o elemento Oni presente na narrativa e se tornarem lutadores no processo.
No que diz respeito ao tratamento da série pela Ufotable, Manga.Tokyo gostou de sua aparência visual, achando-a excelente dentro do gênero shonen, mas sentiu que sua luta com Giyu foi dura, tornando o personagem principal mais agradável. A atuação de Natsuki Hanae como dubladora japonesa de Tanjiro foi elogiada pelo crítico. Mesmo assim, a forma como lidou com o horror de Tanjiro em relação à condição de Nezuko foi motivo de elogios. O Fandom Post gostou da estreia de Tanjiro na série devido à forma como Ufotable lidou com o choque do personagem com a tragédia de sua família e como ele luta contra Giyu para proteger sua irmã. Como resultado, ele vê Tanjiro como um personagem com potencial para ser atraente. O Fandom Post gostou do quão habilidoso Tanjiro se tornou no décimo volume do mangá, sendo um dos melhores motivos para continuar acompanhando a mídia impressa. O ator inglês Zach Aguilar também foi elogiado por sua atuação como Tanjiro.
Escrevendo para Comic Book Resources, Sage Ashford elogiou os protagonistas, a quem chamou de "os protagonistas masculinos e femininos mais simpáticos da década". Gadget Tsūshin listou o sufixo das técnicas de respiração e "Ah! A era, a era mudou de novo!" em sua lista de chavões de anime de 2019. Manga Tokyo considerou a caracterização de Tanjiro única dentro da série que o escritor viu, citando as cenas em que o personagem se anima e tenta trabalhar para cumprir suas responsabilidades. As habilidades de Tanjiro em relação à respiração foram consideradas um dos eventos mais surpreendentes da série de anime da IGN da América Latina. No final de 2019, IGN se perguntou sobre as possibilidades de Tanjiro morrer no mangá pelas mãos de Muzan devido aos múltiplos ferimentos que sofreu em sua luta contra o rei dos onis.